# Associazione Calcio Prato 1951-1952
Questa voce raccoglie le informazioni riguardanti l'Associazione Calcio Prato nelle competizioni ufficiali della stagione 1951-1952.

## Rosa
| N. |                   | Ruolo | Calciatore        |
| -- | ----------------- | ----- | ----------------- |
|    | Italia (bandiera) | D     | Moreno Cambi      |
|    | Italia (bandiera) | A     | Luigi Carello     |
|    | Italia (bandiera) | C     | Loris Ciardi      |
|    | Italia (bandiera) | A     | V. Degl'Innocenti |
|    | Italia (bandiera) | A     | C. Lavizzari      |
|    | Italia (bandiera) | P     | A. Macchia        |
|    | Italia (bandiera) | A     | U. Maestri        |
|    | Italia (bandiera) | A     | Altibano Maselli  |

| N. |                   | Ruolo | Calciatore      |
| -- | ----------------- | ----- | --------------- |
|    | Italia (bandiera) | D     | G. Massai       |
|    | Italia (bandiera) | C     | Cesare Meucci   |
|    | Italia (bandiera) | C     | Mario Nesti     |
|    | Italia (bandiera) | A     | Oberdan Orlandi |
|    | Italia (bandiera) | C     | Armando Segato  |
|    | Italia (bandiera) | D     | Renato Spurio   |
|    | Italia (bandiera) | D     | Renato Targioni |
|    | Italia (bandiera) | P     | Osvaldo Tesi    |